# 性變異
性變異可以說是一些雌性腹足類軟體動物的生殖系統出現雄性特徵的異常現象。
雌性動物會長出陰莖和輸精管，嚴重時甚至堵塞生殖孔，導致不育及胚胎夭折的情況。據廣泛報導，性變異一般出現在海上交通頻繁或有使用三丁基錫的地區。
種群出現性變異的數目和程度與環境中含三丁基錫的水平密切相關。性變異是一個十分敏感、專一並可量化的指標，可用來顯示生物是否受到三丁基錫污染。
性變異的程度可用陰莖尺寸指數（Relative Penis Size Index）表示。